# Chudziary
Chudziary – część lasu i niewielka polana w Pieninach. Polana znajduje się na wschodnich zboczach Wysokiego Działu, w obrębie miejscowości Krościenko nad Dunajcem w województwie małopolskim, w powiecie nowotarskim. Polana położona jest za lasem Chudziary, w odległości około 140 m na zachód od żółtego szlaku turystycznego z Krościenka na Przełęcz Szopka. Znajduje się w obrębie Pienińskiego Parku Narodowego (PPN) i jest dla turystów niedostępna.
Polana Chudziary znajduje się na wysokości około 670–685 m n.p.m. Dzięki specyficznym warunkom glebowym, klimatycznym i geograficznym łąki i polany PPN były siedliskiem bardzo bogatym gatunkowo. Rosły na nich także liczne gatunki storczyków. Zmiana lub zaprzestanie ich użytkowania sprawiło, że zmniejszyła się ich różnorodność gatunkowa. W latach 1987–1988 na polanie Chudziary znaleziono tylko dwa ich gatunki: kukułkę bzową Dactylorhiza sambucina i storczycę kulistą Transteinera globosa.